# Anders J. Thor
Anders Johan Thor, född 4 december 1935 i Stockholm, död där 7 april 2012, var en svensk elektroingenjör. Han var under mer än fyrtio år verksam som lärare på Kungliga Tekniska högskolan (KTH).
Thor var son till civilingenjör Hilding Thor och Anna Greta Dahlgren. Han avlade studentexamen 1954, utexaminerades från Kungliga Tekniska högskolan 1959 och blev teknologie licentiat 1964. Han blev assistent vid KTH 1956, tillförordnad universitetslektor 1962, tillförordnad laborator 1965 och var universitetslektor i mekanik där från 1965. Han var biträdande sekreterare i svenska kommittén för rymdforskning 1961–1962. Han blev med föreningen KFUM Söder svensk mästare i basket 1957 och 1959.
Thor är internationellt känd som ordförande för IEC:s tekniska kommitté där han under många år drev en standardisering av mått och enheter. Detta resulterade i att ISO/IEC 80000 ersatte ISO 31. Han var också utsedd av regeringen som Sveriges representant i CGPM. I Sverige är han känd som författare till ett flertal läroböcker i mekanik och fysik. Han är en av upphovsmännen bakom de binära prefixen (som kibi för 1024).
Under sin studietid var Thor revolutionsgeneral under ”den Ärorika revolutionen” 1956 då Elektrosektionen gjorde uppror mot Tekniska Högskolans Studentkår. Han hade smeknamnet {\displaystyle \scriptstyle {\dot {\varphi }}} ("fi-prick"). Anders J. Thor är begravd på Djursholms begravningsplats.